# Karolin Horchler
Karolin Horchler (ur. 9 maja 1989 w Bad Arolsen) – niemiecka biathlonistka.
Po raz pierwszy na arenie międzynarodowej pojawiła się w 2010 roku, kiedy wystąpiła na Mistrzostwach Świata Juniorów w Torsby. Zajęła tam między innymi 2. miejsce w biegu indywidualnym.
W Pucharze Świata zadebiutowała 4 grudnia 2014 roku w Östersund, zajmując 23. miejsce w biegu indywidualnym, zdobywając również pierwsze punkty w Pucharze Świata.

## Osiągnięcia

### Mistrzostwa świata
| Rok  | Miejscowość   | Konkurencje | Konkurencje | Konkurencje | Konkurencje | Konkurencje | Konkurencje | Konkurencje |
| Rok  | Miejscowość   | IN          | SP          | PU          | MS          | RL          | MR          | SR          |
| ---- | ------------- | ----------- | ----------- | ----------- | ----------- | ----------- | ----------- | ----------- |
| 2020 | Rasen-Antholz | 26.         | 23.         | 15.         | 13.         | 2.          | –           | –           |

### Mistrzostwa świata juniorów
| Rok  | Miejscowość | Konkurencje | Konkurencje | Konkurencje | Konkurencje | Konkurencje | Konkurencje | Konkurencje |
| Rok  | Miejscowość | IN          | SP          | PU          | MS          | RL          | MR          | SR          |
| ---- | ----------- | ----------- | ----------- | ----------- | ----------- | ----------- | ----------- | ----------- |
| 2010 | Torsby      | 2.          | 18.         | 16.         | nd.         | nd.         | nd.         | nd.         |

### Mistrzostwa Europy
| Rok  | Miejscowość          | Konkurencje | Konkurencje | Konkurencje | Konkurencje | Konkurencje | Konkurencje | Konkurencje |
| Rok  | Miejscowość          | IN          | SP          | PU          | MS          | RL          | MR          | SR          |
| ---- | -------------------- | ----------- | ----------- | ----------- | ----------- | ----------- | ----------- | ----------- |
| 2012 | Osrblie              | 9.          | 24.         | 17.         | nd.         | nd.         | nd.         | nd.         |
| 2013 | Bansko               | 7.          | 15.         | 3.          | nd.         | 1.          | nd.         | nd.         |
| 2014 | Nové Město na Moravě | 17.         | DNS         | 14.         | nd.         | 2.          | nd.         | nd.         |
| 2015 | Otepää               | 21.         | 25.         | 44.         | nd.         | 2.          | nd.         | nd.         |
| 2016 | Tiumeń               | nd.         | 2.          | 2.          | 28.         | nd.         | 4.          | ?.          |
| 2017 | Duszniki-Zdrój       | 6.          | 12.         | 12.         | nd.         | nd.         | 6.          | ?.          |
| 2018 | Ridnaun              | 10.         | 5.          | 14.         | nd.         | nd.         | 7.          | ?.          |

### Puchar Świata

#### Miejsca w klasyfikacji generalnej
| Sezon     | Miejsce |
| --------- | ------- |
| 2014/2015 | 73.     |
| 2015/2016 | 63.     |
| 2016/2017 | -       |
| 2017/2018 | 45.     |
| 2018/2019 | 32.     |
| 2019/2020 | 37.     |

#### Miejsca na podium w zawodach sztafetowych Pucharu Świata chronologicznie
| Lp. | Dzień       | Rok  | Miejscowość | Konkurencja       | Lokata | Pudła   | Czas biegu | Strata | Zwycięzca |
| --- | ----------- | ---- | ----------- | ----------------- | ------ | ------- | ---------- | ------ | --------- |
| 1.  | 13 stycznia | 2019 | Oberhof     | Sztafeta 4 × 6 km | 2.     | 0+2 0+1 | 1:19:19,8  | +33,5  | Rosja     |